# Karangasso-Sambla
Karangasso-Sambla o Karankasso-Sambla è un dipartimento del Burkina Faso classificato come comune, situato nella provincia di Houet, facente parte della Regione degli Alti Bacini.
Il dipartimento si compone del capoluogo e di altri 13 villaggi: Banakorosso, Bouende, Diofoloma, Gognon, Kongolikan, Koumbadougou, Magafesso, Sama-Toukoro, Sembleni, Sourougoudingan, Tiara, Torosso e Toukoro Sambla.